# أغسطس نيكولاس بيرك
أغسطس نيكولاس بيرك (بالإنجليزية: Augustus Nicholas Burke)‏ هو رسام أيرلندي، ولد في 28 يوليو 1838 في غالواي في جمهورية أيرلندا، وتوفي في 1891 في فلورنسا في إيطاليا.